# Flora Vilalta i Sospedra
Flora Vilalta i Sospedra (Barcelona, 15 de juliol de 1954) és una mestra i política catalana, que ha estat diputada al Parlament de Catalunya en la VI, VII i VIII legislatures.
Diplomada en Magisteri per l'Escola Universitària de Professorat d'EGB, exerceix com a professora de primària des del 1974. Vinculada al PSC-PSOE, partit al qual s'afilià el 1995, ha estat regidora a l'ajuntament de Torelló des de les eleccions municipals espanyoles de 1991 (tinenta d'alcalde el 1999), membre del Consell Comarcal d'Osona (1999-2001) i diputada al Parlament de Catalunya a les eleccions al Parlament de Catalunya de 1999 i 2003 i 2006, on ha estat membre de la Comissió de Política Cultural, vicepresidenta de la Comissió Permanent de Legislatura per als Drets de les Dones, i membre de la Comissió Permanent de Legislatura sobre Immigració. Al 2010 va concórrer a les eleccions del 28 de novembre al Parlament de Catalunya, tot i que no en sortí escollida.
També ha format part de la delegació que va defensar l'Estatut d'Autonomia de Catalunya de 2006 a la Comissió General de les Comunitats Autònomes del Senat d'Espanya.